# Camus nan Geall
Camus nan Geall (auch Camas nan Geall genannt) ist eine kleine Bucht östlich von Kilchoan, auf der Halbinsel Ardnamurchan in Schottland. In ihrem Bereich liegen einige archäologische Fundplätze.
Die Lebensbedingungen an der Bucht werden durch die Wirkung der Gezeiten eingeschränkt. Die Grenzen des bebaubaren Landes liegen zwischen der Küste und dem felsigen Boden. Sie waren Wirtschaftsbereich für eine frühe Agrargemeinschaft, deren soziale Bezugsbereiche am Scheitelpunkt der Bucht liegen.

## Die Fundstellen

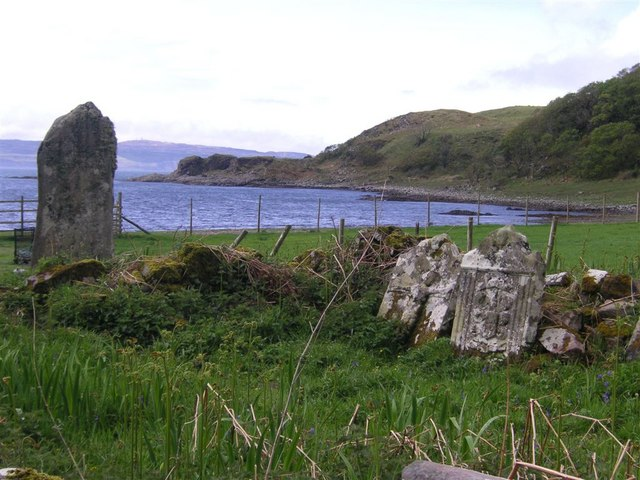
Standing stone beim Friedhof

1. Vom heute überwachsenen Clyde Tomb „Camus nan Geall“ (56° 41′ 56,5″ N, 6° 5′ 24,5″ W), blieben nur der vordere Teil der Kammer und ein Teil des Vorhofs erhalten. Die Größe des Portals, der Seitensteine und des verstürzten Deckstein verweisen auf die technischen Fertigkeiten der Menschen vor 5000 Jahren.
2. Eine Cross-Slab, die ursprünglich ein jungsteinzeitlicher oder bronzezeitlicher Menhir war, steht etwa 90 m südlich der Megalithanlage. Er wurde in frühchristlicher Zeit mit einem Tier (vermutlich Hund) und zwei Kreuzen und dekoriert. Das Hauptmotiv hat in Anlehnung an das Keltenkreuz vier Scheiben neben dem Schnittpunkt der Arme. Der kleine Friedhof in der Nähe wurde im 18. Jahrhundert angelegt; vermutlich für die katholischen Mitglieder der Familie Campbell aus dem nahen Weiler Ardslignish. An der Dorfstrasse liegt auch St. Columba’s Well, eine der vielen Heiligen Quellen in Schottland.
3. Ein Passage Tomb, das als Achnacreebeag oder Greadal Fhinn (56° 41′ 57″ N, 6° 7′ 24,8″ W) bekannt ist, liegt einen Kilometer westlich von Kilchoan. Es ist seines Steinhügels beraubt, dessen kopfgroße Steine zum Bau von Feldmauern verbracht wurden. Die beiden Kammern, die ursprünglich unter dem gemeinsamen Rundcairn lagen, liegen frei.
4. Ein weiteres Grab wurde 600 m südlich der Ortslage an der Küste gekennzeichnet.(56° 41′ 34″ N, 6° 6′ 21,8″ W).
5. Ein Menhir (englisch Standing stone) steht beim Friedhof von Camas Nan Geall.

Bei Muribulg am 528 m hohen Ben Hiant fand laut den Annalen von Tigernach im Jahre 731 eine Schlacht zwischen den Pikten (möglicherweise unter Óengus I.) und dem Königreich Dalriada statt. Bei dem Ort könnte es sich um das bei Adomnan von Iona erwähnte "Muirbole Paradisi" handeln.

## Sonstiges
Einen Kilometer östlich von Kilochan erhebt sich über der felsigen Küstenlinie die Burgruine Mingary Castle.